# Smilax nigrescens
Smilax nigrescens är en enhjärtbladig växtart som beskrevs av Fa Tsuan Wang och Tang. Smilax nigrescens ingår i släktet Smilax och familjen Smilacaceae. Inga underarter finns listade.